# Diplobionte
Um diplobionte, é um organismo em que existe alternância de gerações entre indivíduos diploides, que produzem esporos haploides, o esporófito, e o gametófito haploide. Este tipo de ciclo de vida é típico nas plantas vasculares e em algumas algas, em que o esporófito e o gametófito têm a sua individualidade.
Existe alguma confusão na literatura entre as palavras "haplobionte" e "diplobionte", que são muitas vezes associadas respetivamente a indivíduos haploides e diploides. No entanto, a palavra haplobionte tem origem na língua grega e significa "seres simples", ou seja, que apresentam apenas um tipo de indivíduos, sejam haploides (ou haplontes) ou diploides (diplontes). A palavra "diplobionte" indica seres vivos com um ciclo duplo, ou seja, em que aparecem alternadamente indivíduos haploides e diploides. As palavras "haplodiplonte" e "haplodiplobionte" são ambíguas e devem, portanto, ser evitadas.